# Васильєвка (Сандиктауський район)
Васи́льєвка (каз. Васильевка) — село у складі Сандиктауського району Акмолинської області Казахстану. Адміністративний центр Васильєвського сільського округу.
Населення — 276 осіб (2021; 394 у 2009, 555 у 1999, 734 у 1989).
Національний склад станом на 1989 рік:
- росіяни — 63 %;
- німці — 20 %.